# AURORA (藍井エイルの曲)
「AURORA」（オーロラ）は、藍井エイルの楽曲。藍井の2枚目のシングルとして2012年9月5日にSME Recordsから発売された。

## 概要
前作『MEMORIA』から約11か月後のシングルである。本作は初の顔出し解禁後の最初のシングルであり「初回生産限定盤CD+DVD」「通常盤CD」の2形態で発売された。
初回生産限定盤に封入されるDVDには「AURORA」のミュージックビデオとメイキングを収録している。初回生産限定盤に限り、描き下ろしによる『機動戦士ガンダムAGE』イラスト、およびクリア・アナザージャケットなどが封入されている。

## 収録曲
CD（通常盤）
1. AURORA [4:20]
作詞：Eir・重永亮介、作曲：重永亮介、編曲：下川佳代・重永亮介
MBS・TBS系『機動戦士ガンダムAGE』第四部・三世代編（第40話 - 第49話（最終話））オープニングテーマ
2. Gleam In Twilight [4:48]
作詞・作曲：Eir、編曲：黒須克彦
3. enigmatic karma [4:03]
作詞：Eir・安田貴広、作曲：安田貴広、編曲：安田貴広・下川佳代
4. AURORA (instrumental)

CD（初回生産限定盤）
1. AURORA
2. Gleam In Twilight
3. enigmatic karma
4. AURORA（TV Size Ver.） [1:30]

DVD（初回生産限定盤のみ封入）
1. AURORA (MUSIC VIDEO)
2. The Making Of "AURORA"